# Zakon žizni
Zakon žizni (Закон жизни) è un film del 1940 diretto da Boris Ivanov e Aleksandr Borisovič Stoller.